# Bradysia promissa
Bradysia promissa is een muggensoort uit de familie van de rouwmuggen (Sciaridae). De wetenschappelijke naam van de soort is voor het eerst geldig gepubliceerd in 1999 door Mohrig & Röschmann.